# Gwangju FC
O Gwangju FC  é um clube de futebol sul-coreano, sua sede fica em Gwangju, atualmente compete na K-League 1.

## História
O clube foi fundado em 2010 e estreou na K-League em 2011.
Em 2015, o Gwangju FC conta com dois jogadores brasileiros, Fábio Neves e Cassiano Dias Moreira.

## Título
- K-League Challenge: Vice - 2014